# Wilde Leck
Wilde Leck (3361 m n. m.) je hora ve Stubaiských Alpách v Rakousku. Nachází se v Tyrolsku severně od horského střediska Sölden a jižně od obce Gries im Sulztal. Název odkazuje na rozsedliny v jeho tvaru.
Pod východním úbočím se nachází rozsáhlý ledovec Sulztalferner, na severní straně spadá malý ledovec Kuhscheibenferner a na západní straně malý ledovec Atterkarferner. Nejbližší významný soused na severu je Zahme Leck (3226 m n. m.) a na jihozápadě Atterkaspitzen (3244 m n. m.).
Na vrcholu stojí kovový kříž. Po východním úpatí prochází dálková alpská, značená, turistická trasa Ötztal Trek. V údolí potoka Fischbach severně od vrcholu je v provozu horská chata Amberger Hütte (2136 m).

## Výstupy
Na Wilde Leck vedou pouze horolezecké výstupy. Nejčastěji se leze Východní hřeben obtížnosti 4 UIAA, který poprvé zdolali Ludwig Purtscheller, Qu. Gritsch a Fritz Drasch v září roku 1887. Sestup vede Jižním hřebenem, který se částečně slézá a částečně slaňuje.
Dřívější oblíbený výstup i sestup Jižní stěnou není možný, protože došlo k velkému skalnímu řícení.

## Galerie

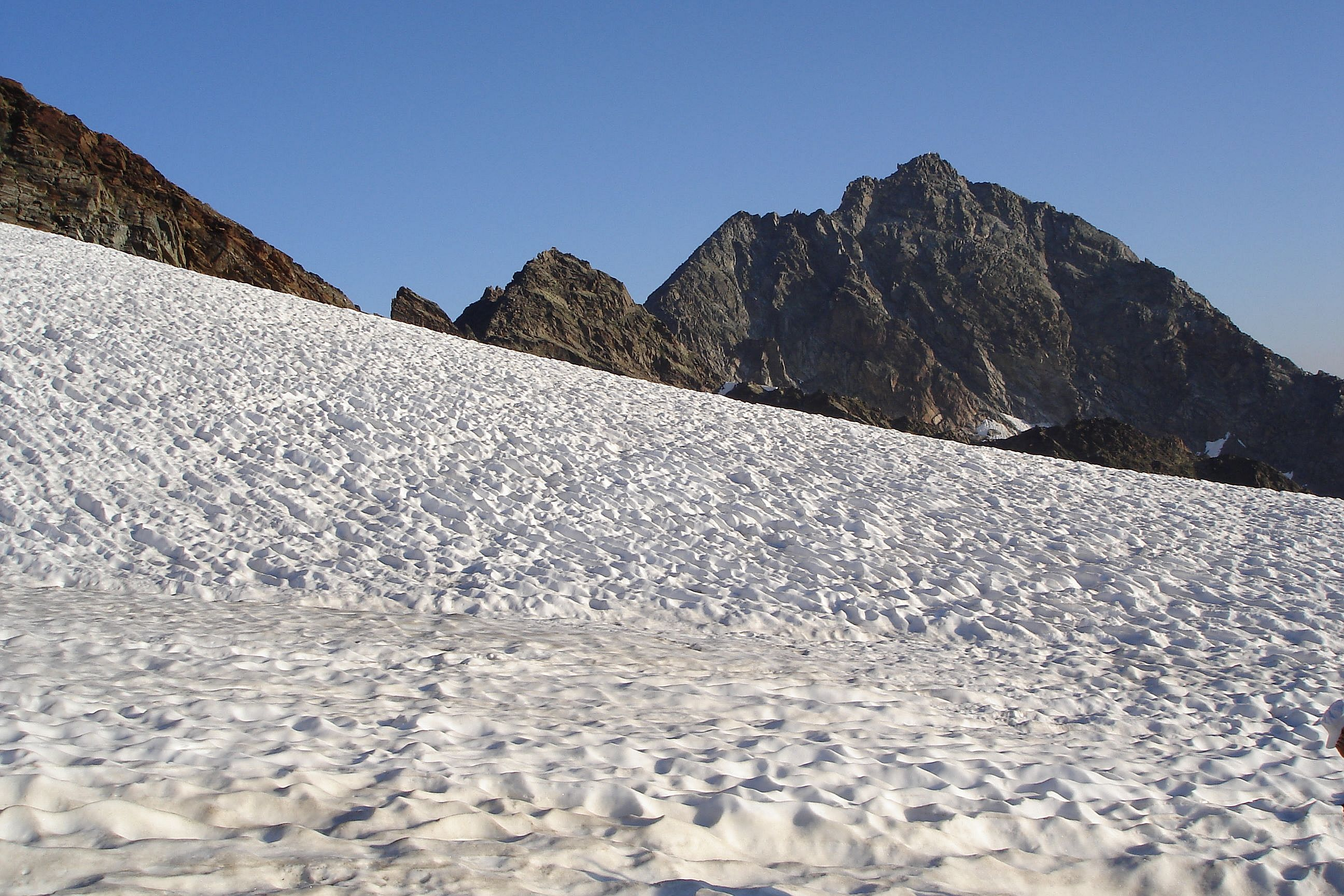
Wilde Leck od jihovýchodu
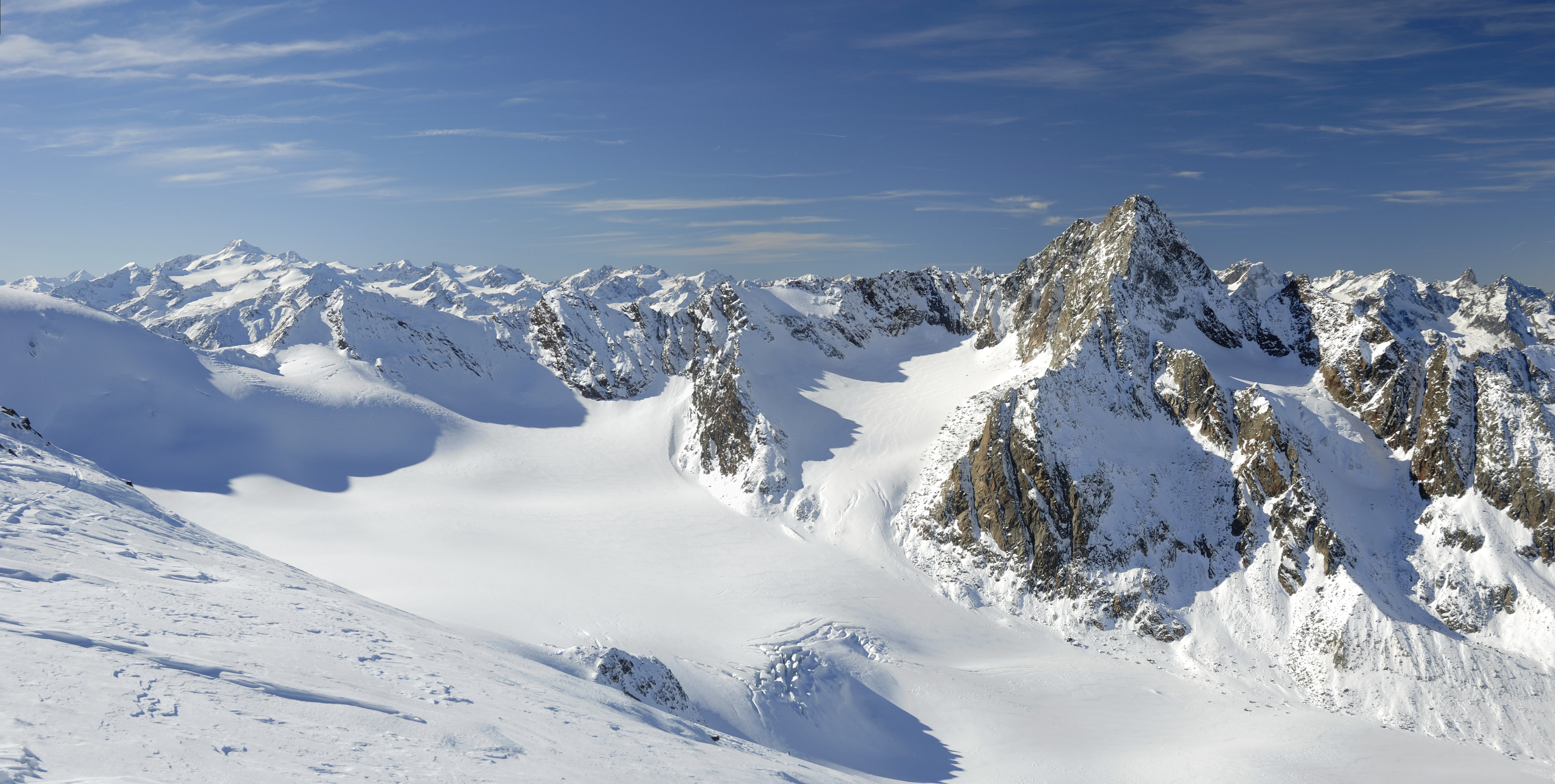
Wilde Leck nad ledovcem Sulztalferner
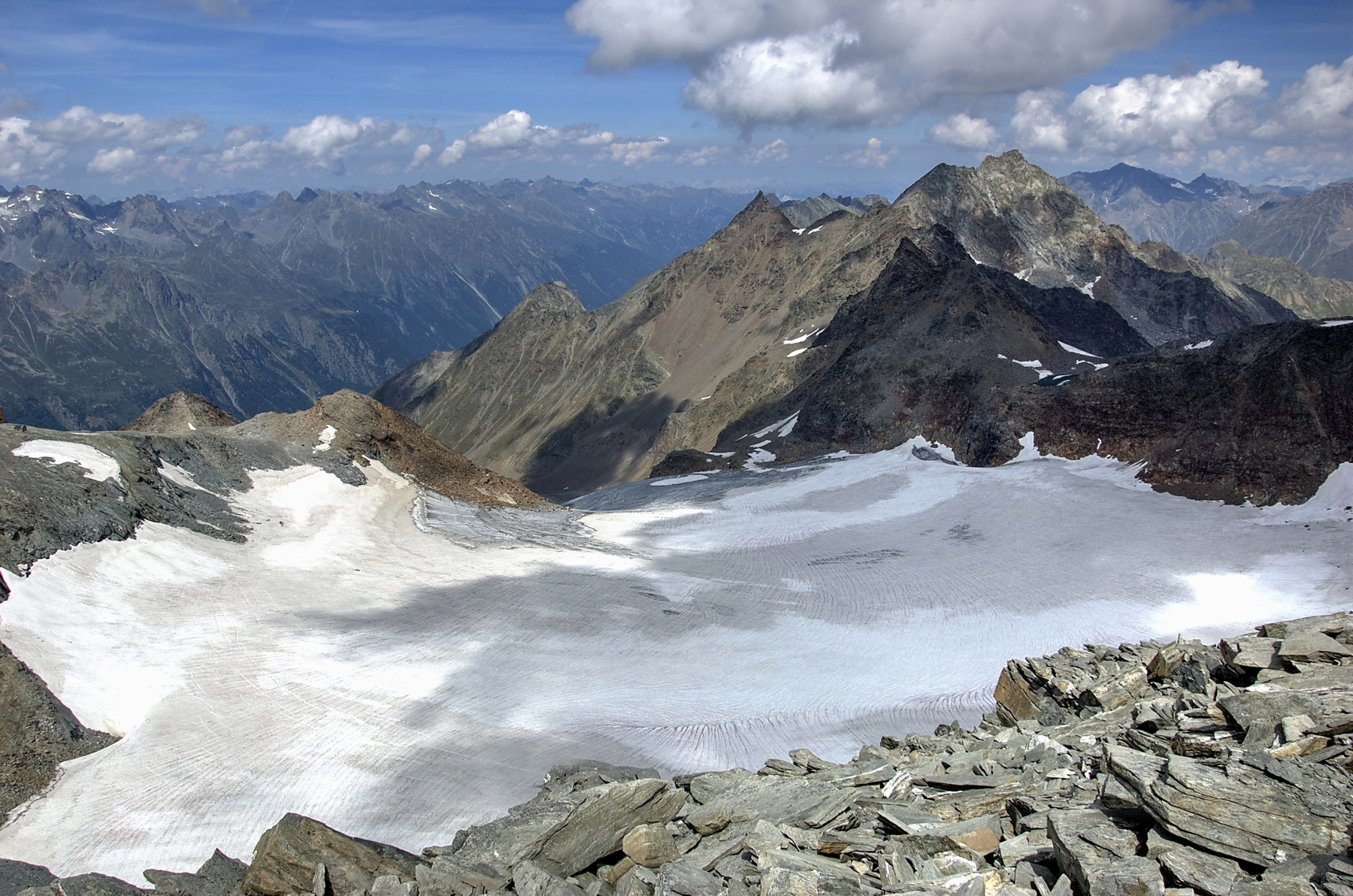
Wilde Leck od Warenkarseitenspitze
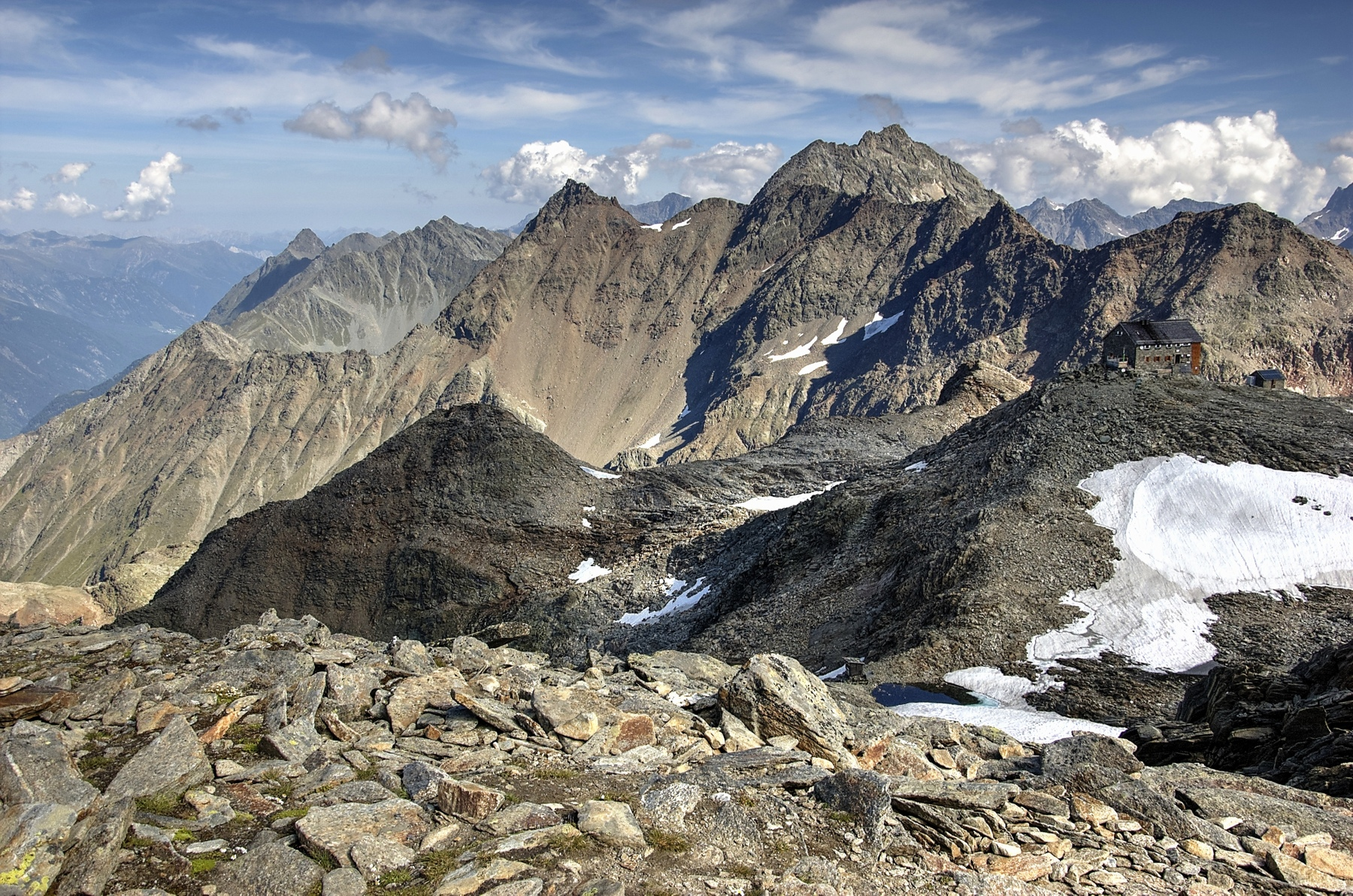
Wilde Leck v létě
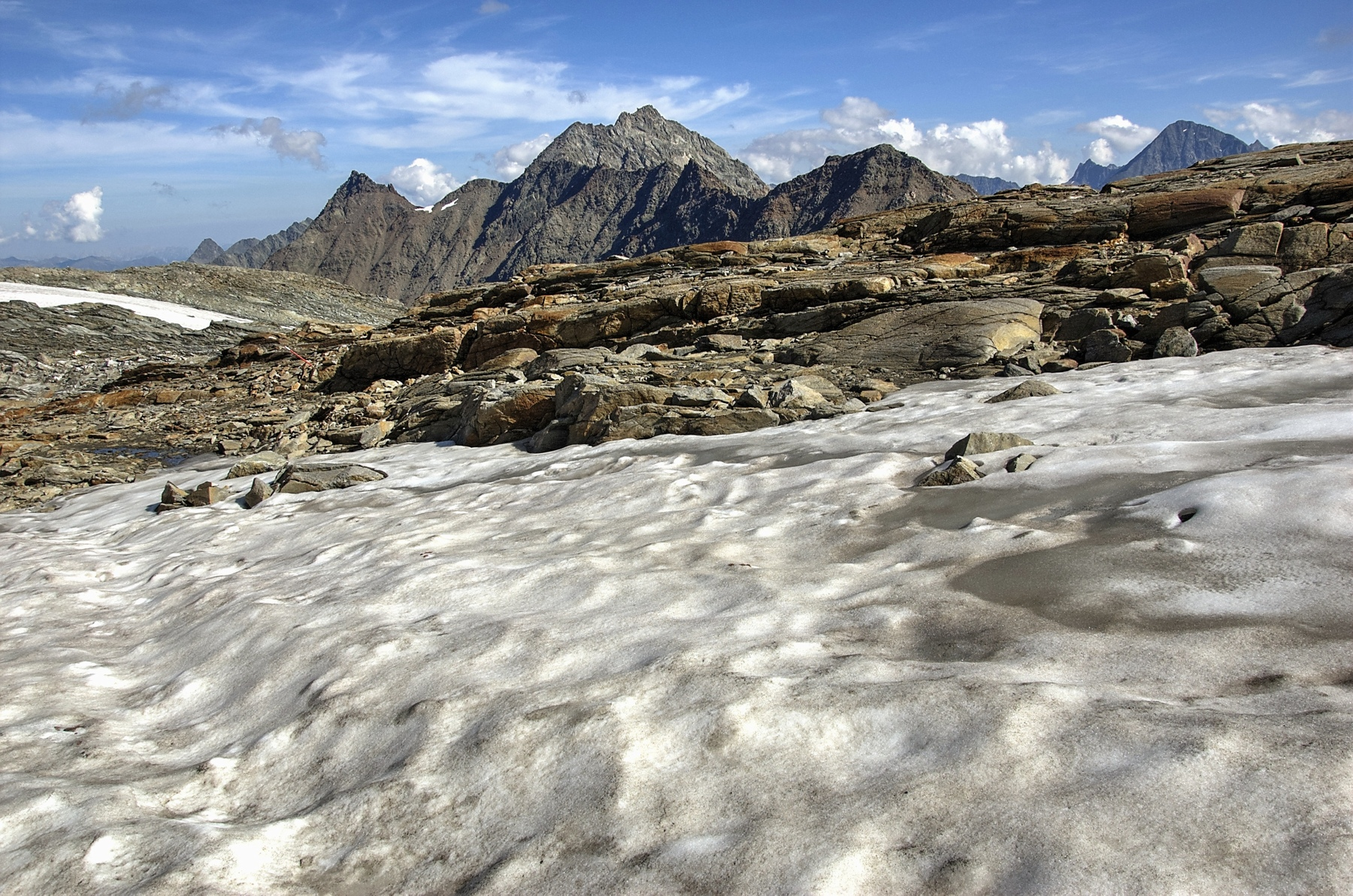
Wilde Leck
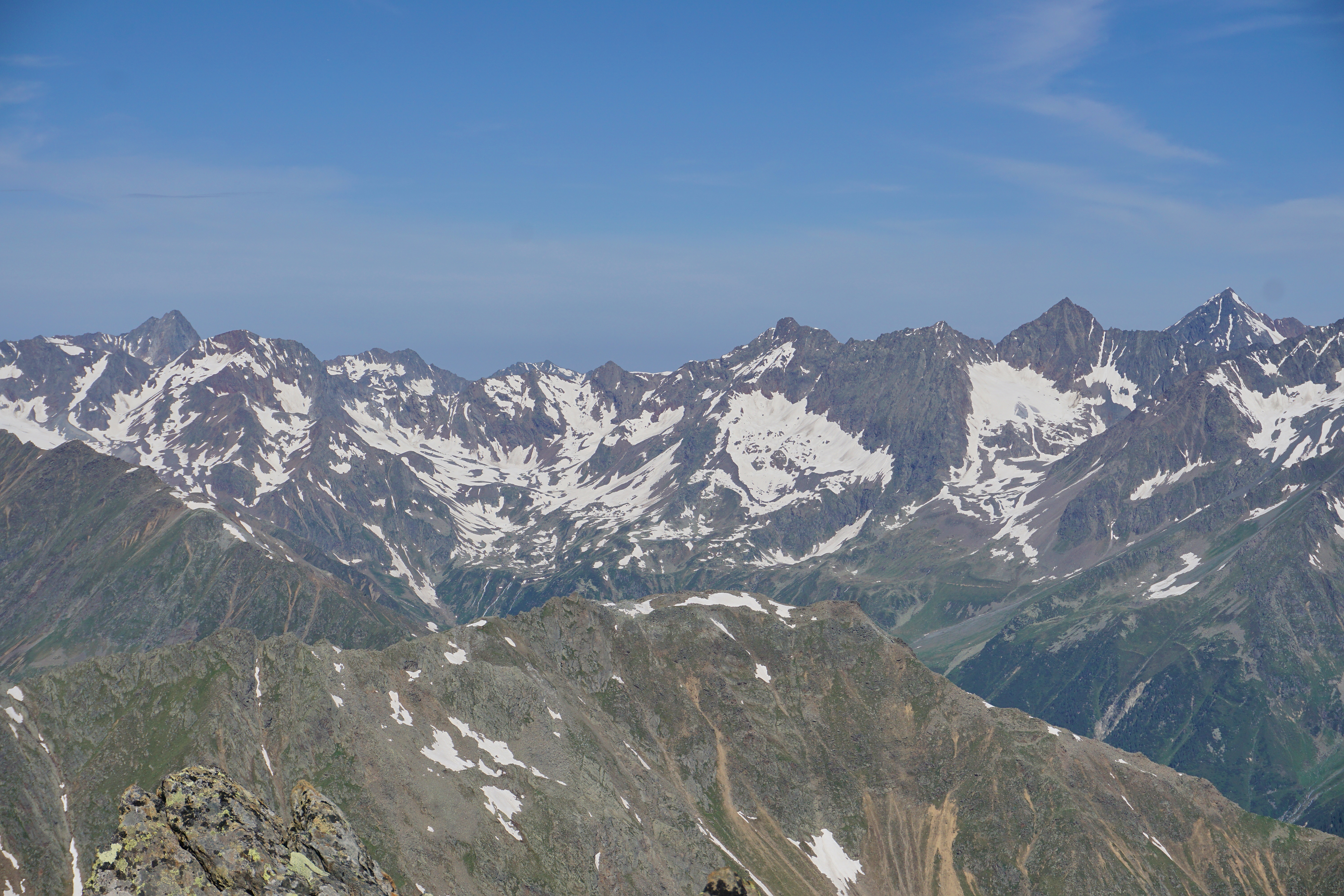
Wilde Leck na obzoru vlevo